# Oceanometra
Oceanometra is een geslacht van haarsterren uit de familie Thalassometridae.

## Soorten
- Oceanometra annandalei (A.H. Clark, 1909)
- Oceanometra gigantea (A.H. Clark, 1908)
- Oceanometra valdiviae A.M. Clark, 1967